# Лејк Колорадо Сити (Тексас)
Лејк Колорадо Сити (енгл. Lake Colorado City) насељено је место без административног статуса у америчкој савезној држави Тексас.

## Демографија
По попису из 2010. године број становника је 588.
| Група             | 2000.    | 2010.       |
| Белци             | 0 (0,0%) | 555 (94,4%) |
| Афроамериканци    | 0 (0,0%) | 1 (0,2%)    |
| Азијати           | 0 (0,0%) | 0 (0,0%)    |
| Хиспаноамериканци | 0 (0,0%) | 26 (4,4%)   |
| Укупно            | 0        | 588         |